# Antônio João
Antônio João é um município brasileiro do estado de Mato Grosso do Sul.

## História de Antônio João
O pioneiro para formação do município, foi Eugênio Penzo, que adquiriu do Estado do Mato Grosso uma área de 5.329 ha, no dia 3 de dezembro de 1938, denominada Cabeceira do Bugre. Mas já morava no lugar o lavrador Vitorino Gomes. A gleba foi arrematado em hasta pública, tendo como interventor Federal o Bel. Júlio Stubing Muller. Com a colaboração de Bene, Eugênio demarcou uma área para implantação de uma nova povoação, que viria a ser a atual Antônio João, que foi elevada a distrito pela lei número 135, de 28 de setembro de 1948 e o município foi criado pela Lei nº. 2.142 em 18 de março de 1964, aprovado pela Assembleia Legislativa do Estado para designação do município recém criado. Instalado em 12 de maio de 1965. Em 1977 o sul de Mato Grosso se emancipa formando o atual estado de Mato Grosso do Sul com capital em Campo Grande, a qual Antonio Joao faz parte atualmente.

### Etimologia
O nome do município é uma homenagem ao herói da Guerra do Paraguai, Tenente da Cavalaria Antônio João Ribeiro, que na época do conflito que envolveu o Brasil e Paraguai, era comandante da Colônia Militar dos Dourados na fronteira com o Paraguai, defendendo a soberania nacional. Destacou-se sua participação no conflito devido ao seguinte fato: por ocasião da invasão do exército inimigo, em número superior de soldados, o tenente Antônio João Ribeiro resistiu e enviou uma mensagem ao comando paraguaio, onde dizia: "Sei que morro, mas meu sangue e o dos meus companheiros servirá de protesto solene contra a invasão do solo de minha Pátria". Após brava resistência, no dia 29 de dezembro de 1864, tombou defendendo a Pátria que tão bem soube servir.

## Geografia

### Localização
O município de Antônio João está localizado no sul da região Centro-Oeste do Brasil, à sudoeste de Mato Grosso do Sul (Microrregião de Dourados) e na fronteira com o Paraguai. Localiza-se na latitude de 22º11’27” Sul e longitude de 55°56’52” Oeste. Distâncias médias (em km) de diversas cidades:
- Campo Grande - 323
- Brasília - 1457

Distâncias estaduais
- Ponta Porã - 60
- Bela Vista - 72
- Caracol - 124
- Jardim - 149
- Guia Lopes da Laguna - 154
- Amambai - 159
- Maracaju - 163
- Dourados - 173
- Nioaque - 201
- Bonito - 220
- Porto Murtinho - 229
- Rio Brilhante - 240
- Sidrolândia - 255
- Nova Alvorada do Sul - 288
- Aquidauana - 311
- Bodoquena/Naviraí - 315
- Mundo Novo - 341
- Miranda - 370
- Bataguassu - 463
- Corumbá - 597
- Três Lagoas - 599

Distâncias interestaduais
- Cascavel (PR) - 518
- Curitiba (PR) - 1039
- Presidente Prudente (SP) - 587
- Ourinhos (SP) - 783
- Bauru (SP) - 893
- São Miguel do Oeste (SC) - 776
- Porto Alegre (RS) - 1349

### Geografia física

#### Solo
Na porção Leste do município de Antônio João, ocorre predomínio do Latossolo, com textura muito argilosa e baixa fertilidade natural e os Latossolos Vermelho-Escuro, de textura média e argilosa, respectivamente, ambos com baixa fertilidade natural, são solos minerais, não hidromórficos, altamente intemperizados, profundos, bem drenados, sendo encontrados, geralmente, em regiões planas ou suave onduladas, a porção central é ocupada por Neossolos solos minerais, rasos e muito pouco desenvolvidos, textura variando de arenosa a argilosa, com características físicas muito diversificadas.
Classes e solo predominantes
- Latossolo roxo: 50%
- Latossolo vermelho escuro: 20%
- Solos litólicos : 20%
- Podzózico vermelho-amarelo : 08%
- Plintossolo solódico - PTS : 02%

#### Relevo e altitude
Está a uma altitude de 681 metros, sendo a altitude máxima de 725 metros e a mínima de 282 metros. Composto por modelados de dissecação tabulares e planos, porém com algumas formas levemente onduladas, justificando um declive em algumas pequenas áreas escarpadas de 11°, apresenta uma fisionomia suave na quase totalidade da área do município. O município de Antônio João encontra-se em duas Regiões Geomorfológicas: Região da Depressão do Alto Paraguai, com a Unidade Geomorfológica Depressão de Aquidauana-Bela Vista e a Região dos Planaltos da Borda Ocidental da Bacia do Paraná, com a Unidade Geomorfológica Planalto de Maracaju.
Apresenta relevo plano geralmente elaborado por várias fases de retomada erosiva e relevos elaborados pela ação fluvial.

#### Clima, temperatura e pluviosidade
Clima tropical de altitude úmido, com temperaturas variando entre as máximas de 25 °C a 35 °C e mínimas de 5 °C e 15 °C. As precipitações pluviométricas tem a média mensal de 150mm, situando-se entre 1.200 e 1.500mm anuais e um período seco entre 15 de maio e 15 de agosto e período de chuvas de setembro a abril. Ocorrem geadas, ocasionais nos meses de junho e julho. Neve, apesar de já ter ocorrido, é muito raro.

#### Hidrografia
Está sob influência da Bacia do rio Paraguai e Bacia do Rio Paraná, pertencentes à Bacia do Rio da Prata. A distribuição da malha fluvial no município é extensa e bem distribuída, sendo que praticamente todas as propriedades, grandes ou pequenas, são servidas por cursos de águas naturais, o que viabiliza projetos de irrigação em todo o município. No entanto, o consumo tem sido restrito à irrigação em pequenas lavouras de hortigranjeiros no município, principalmente o tomate. No mais é utilizada para consumo humano nas propriedades rurais e também como bebedouro natural para animais. A preservação destes cursos d'água é razoável na maioria dos casos. Existem no entanto, problemas de assoreamento em quase todo o município, pela falta de um Programa de Conservação do Solo e Água em micro-bacias. Existe ainda, e vale ressaltar, uma grande devastação nas nascentes do Rio Dourados. Rios do município:
- Rio Bananal: afluente pela margem esquerda do rio Apa, com limite entre os municípios de Bela Vista e Antônio João. Bacia do rio Paraguai.
- Rio Estrela: afluente pela margem esquerda do rio Apa, desaguando neste perto da cidade de Bela Vista. Nasce dentro do município, na serra de Maracaju, faz divisa, por um trecho, entre o Brasil (município de Antônio João) e o Paraguai. Bacia do rio Paraguai.
- Rio Dourados: afluente pela margem direita do rio Brilhante; limite entre os municípios de Ponta Porã e Antônio João. Nasce dentro do município e forma, com o Brilhante, o rio Ivinhema. Bacia do rio Paraná.
- Rio Santa Virgem: afluente pela margem direita do rio Santa Virgínia; divisa entre os municípios de Antônio João e Ponta Porã. Bacia do rio Paraná.
- Rio Santa Virgínia: afluente pela margem direita do rio Dourados; no seu médio curso é divisa entre os municípios de Dourados e Antônio João. Sua nascente se localiza no município de Antônio João. Bacia do rio Paraná.
- Rio São Cristóvão: afluente pela margem direita do rio Dourados, no município de Antônio João. Bacia do rio Paraná.

Outros rios que banham Antônio João são: Córrego Itá, Rio Apa-mi, Córrego Desbarrancado, Córrego Estrelita, Córrego do Bugre, Córrego São Cristóvão, Córrego do Cervo, Córrego Rêgo d'água, Córrego Mangava, Córrego Cabeceira Cumprida, Córrego Mosquiteiro, Córrego Vitoriano, Córrego da Lagoa, Córrego da Serra, córrego Taquara, Córrego Invernadinha, Córrego Cipó, Rio São Cristóvão, Córrego da Anta, Córrego Ouro Verde, Córrego São Bento, Córrego Buriti, Córrego Tereré, Córrego Água Boa, Rio Samambaia, Córrego Guariroba, Córrego São Vicente, Córrego Laranjeiras, Rio Apa, Córrego São Roque, Rio Bananal e Córrego Areia.

#### Tipo de vegetação predominante
Da cobertura vegetal original restam apenas algumas poucas formações florestais do tipo floresta estacional semcidual, aluvial. Predominam nas terras do município vegetação do tipo formações contato savana, floresta estacional e do tipo savana (cerrado). A vegetação do município de Antônio João revela o domínio atual da pastagem plantada, encontram-se concentrações de vegetação natural na porção leste do município.

### Geografia política

#### Fuso horário
Está a -1 hora com relação a Brasília e -4 com relação ao Meridiano de Greenwich (Tempo Universal Coordenado).

#### Área
Ocupa uma superfície de 1 146,74 km² (222.6260 hectares) e a área urbana totaliza 1,849 km².

#### Subdivisões
O município possui apenas um distrito denominado Campestre. Possui também uma aldeia indígena próxima ao citado Distrito e algumas regiões de pequenos produtores como a região da Colônia Rio Grandense, a região do Arroio Primeiro, a região do Rego D'água, a região da Colônia Estrela do Sul e a região da Cabeceira dos Dourados.

#### Arredores
- N:  Bela Vista
- NE:  Ponta Porã
- L:  Ponta Porã
- SE:  Ponta Porã
- S:  República do Paraguai
- SW:  República do Paraguai
- W:  República do Paraguai
- NW:  Bela Vista

## Economia
O setor que mais absorve mão-de-obra hoje no município é o do comércio. O comércio do município é bastante deficiente no que diz respeito à produtos/insumos para a agricultura. A maior parte das compras para o setor são feitas nos municípios de Ponta Porã e Dourados.O setor agropecuário tem importância fundamental no município de Antônio João, visto que a sua economia gira em torno da produção de carne, grãos e hortaliças. Nos anos 1990 um setor da atividade agrícola, despertou interesse de grande número de pessoas, que vem se dedicando à produção de hortigranjeiros, principalmente a cultura do tomate, que ocupa hoje algo em torno de 35 produtores com grande utilização de mão-de-obra, em pequenas áreas de terra. Há no entanto, nos últimos anos, a tendência principalmente ao redor do perímetro urbano da formação de pequenas chácaras que exploram as atividades da pecuária de leite e olericultura, com grande utilização de mão-de-obra.
Ao longo dos anos tem-se notado a estabilização da área plantada com grandes culturas como a soja, o milho e o trigo, variando um pouco, apenas pelas perspectivas favoráveis ou desfavoráveis de preços. Observa-se uma tendência para culturas oleícolas, que apesar de ocuparem pequenas áreas de terra, apresentam alta produção e produtividade. Neste segmento, destaca-se a cultura do tomateiro, que encontrou no município condições edafo-climáticas bastante favoráveis. Esta cultura, em torno de divisas, só perde hoje para a produção de soja do município.
Observa-se também uma tendência para a exploração da fruticultura, pelas condições favoráveis de clima da região. Hoje, apenas a banana é explorada comercialmente, mas culturas como o morango, o pêssego, o figo, o limão, a uva e o coco, devem representar uma boa fonte de renda para os produtores nos próximos anos. De uma maneira geral podemos citar que 80% da área do município está ocupada com agricultura (lavouras temporárias) e pecuária (pastagens nativas e cultivadas). No mais, ainda o setor que mais ocupa o solo no município é a pecuária de corte, que explora algo em torno de 80.000 ha de pastagens, sendo esta a principal atividade econômica local. A agricultura familiar é representada por algumas dezenas de pequenos proprietários e por um grande contingente de arrendatários, que cultivam áreas de 0,5 e 10 ha na maioria dos casos. Estes pequenos agricultores fazem as suas lavouras com o uso de ferramentas manuais, na maioria dos casos. Um fator de grande relevância para o município, é que embora bastante humilde esta agricultura familiar é responsável pelo sustento de uma grande parte da nossa população. A população de grãos, ovos, aves, mandioca e outros itens é de difícil quantificação dado ao grande número de produtores e a diversidade da produção. No entanto, a produção de tomates, já é quantificada pois os produtores já fazem parte de uma Associação, onde são cadastrados e procuram definir estratégias de comercialização. Considerando o preço médio de R$ 10,00 a caixa de 23 kg. A produção de tomates é responsável hoje por uma produção de valor aproximado de R$ 1.000.000,00 (um milhão de reais).

### Turismo
- Gravuras, pinturas rupestres no Morro em áreas indígenas.
- Serra de Maracaju.
- Cachoeira do Salto.
- Balneário do Bié.

#### Datas comemorativas
- Janeiro = Encontro de Clubes do Laço
- Março = Aniversário do Município (18)
- Junho = Festas Juninas, Festa da Padroeira da Cidade (27) e Casamento Comunitário (27)
- Julho = Festas Julinas
- Agosto = Festa do Folclore (22)
- Setembro = Feira de Ciências (4/5)
- Outubro = Mini-Olimpíada do Dia da Criança (9/12)
- Novembro = Feira Agroindustrial do Município (24) e Dia do Quadro Auxiliar de Oficiais do Exército (promovido pela 10º RC MEC de Bela Vista)

#### Parque Histórico da Colônia Militar dos Dourados
Situado no município de Antônio João, narra a história da Guerra da Tríplice Aliança, e ainda no lado paraguaio um parque ecológico que guarda vestígios de uma antiga civilização das cavernas com inscrições rúnicas na localidade de Gasory e no Parque Nacional de Cerro Corá Local com estrutura para acampamentos, banhos de rio, passeios e visitas aos monumentos dos combatentes da Guerra Del Chaco.

## Urbanização

### Infra-estrutura

#### Transporte Rodoviário
A malha rodoviária do município é de 347 km, incluindo rodovias municipais e estaduais. As maiores deficiências do município, estão nas estradas vicinais dado à geografia acidentada original e dificuldades na sua manutenção. Existe uma rede de apoio municipal com equipamentos dedicados exclusivamente para a manutenção das acessibilidades rodoviárias.

#### Energia
O município é servido pela Empresa Energética de Mato Grosso do Sul (ENERGISA), possui uma subestação com potência de 2 MVA. O número de consumidores é de 1.750.

#### Saneamento Básico
Possui apenas dois caminhões do tipo caçamba para coleta de lixo e transporte de terra e outros fins. Possui também 1 trator de pneus de porte pequeno, que também é utilizado na coleta de lixo. Existe coleta de lixo, porém sua destinação é inadequada. Não existe rede de esgoto.
- Extensão da Rede: 25 km
- Índice de Perda: 29,97%
- População Servida: 91,82 %
- Consumo Médio Diário: 191 Lts/hab.
- Ligações Comerciais: 51
- Ligações Residenciais: 1.425
- Ligações Públicas: 25
- Reservatórios: 02
- Capacidade dos Reservatórios: 450 m³ (450.000 litros)
- Sistema de Capacitação: Poço Artesiano
- Galerias de Águas Pluviais: 3.400 m (12,72%)

#### Ensino
Antônio João, possui hoje 03 escolas urbanas sendo 1 municipal, 2 estaduais, 4 CEIs e 2 escolas na zona rural. Conta com um número aproximado de 2.380 alunos da Educação Infantil ao Ensino Médio. Possui o Programa de Aceleração da Aprendizagem para acabar com a alta defasagem idade/série. O índice de analfabetismo na zona rural é 5% e na zona urbana 6%, segundo dados de 1991 na faixa etária de 7 a 90 anos.

#### Segurança pública
A estrutura do serviço de segurança pública do município, é adequado e suficiente à realidade local, isto posto, referindo-se à estrutura física, como instalação, viaturas, etc. Quanto à estrutura de pessoal, ou seja, o efetivo local é insuficiente, sendo esta uma das principais carências do município. O nível de criminalidade é baixo assim como o de violência. Uma grande preocupação, no entanto é com relação ao tráfico de drogas que é muito grande e não tem sido combatido pelas autoridades policiais.

#### Comunicação
O município conta com serviço de comunicação nas áreas de telefonia fixa, celular, rádio, jornais, televisão e internet. Os serviços de telefonia fixa são prestados principalmente pela empresa Oi, sendo trezentas linhas particulares, segundo a operadora, e vários telefones públicos. Na telefonia celular por conta das operadoras Claro e Vivo. O serviço de internet é oferecido pelas 03 operadoras e três operadoras privadas, a de telefonia fixa disponibiliza a tecnologia ADSL, as de celular a tecnologia móvel de segunda, terceira e quarta geração 2G, 3G e 4G. Já as operadoras privadas oferecem internet via rádio e fibra ótica de alta velocidade. O município conta ainda com uma emissora de rádio comunitária, denominada Alto da Serra FM, inaugurada em setembro de 2001, além de receber o sinal de emissoras da região e do pais vizinho. O sinal de televisão retransmitido para o município é apenas da TV Morena, afiliada Rede Globo. A cidade conta também com uma agência da Empresa Brasileira de Correios e Telégrafos.

#### Instituições Bancárias
O município conta com uma agência bancária do Banco Bradesco, uma lotérica, onde são possíveis transações da Caixa Econômica Federal, uma agência do Banco do Brasil, e uma agência do Sicredi, inaugurada no final de 2019.